# Octonion déployé
En mathématiques, les octonions déployés ou octonions fendus sont une extension non associative des quaternions (ou des coquaternions). Ils diffèrent des octonions par la signature de la forme quadratique : les octonions déployés ont une signature mixte (4,4) alors que les octonions ont une signature définie positive (8,0).

## Définition

### La construction de Cayley-Dickson
Les octonions et les octonions déployés peuvent être obtenus par la construction de Cayley-Dickson en définissant une multiplication sur les paires de quaternions. Nous introduisons une nouvelle unité imaginaire ℓ et nous écrivons une paire de quaternions (a, b) sous la forme a + ℓb. Le produit est défini par la règle suivante :
{\displaystyle (a+\ell b)(c+\ell d)=(ac+\lambda d{\bar {b}})+\ell ({\bar {a}}d+cb)}
où
{\displaystyle \lambda =\ell ^{2}.}
Si {\displaystyle \lambda \,} est choisi égal à - 1, nous obtenons les octonions. Si, à la place, il est choisi égal à + 1, nous obtenons les octonions déployés. On peut aussi obtenir les octonions déployés via un doublement de Cayley-Dickson des coquaternions. Ici, quel que soit le choix de {\displaystyle \lambda \,} (±1), cela donnera les octonions déployés. Voir aussi les nombres complexes déployés en général.

### La table de multiplication
Une base pour les octonions déployés est donnée par l'ensemble {1, i, j, k, ℓ, ℓi, ℓj, ℓk}. Chaque octonion déployé x peut être écrit comme une combinaison linéaire des éléments de la base,
{\displaystyle x=x_{0}+x_{1}\,i+x_{2}\,j+x_{3}\,k+x_{4}\,\ell +x_{5}\,\ell i+x_{6}\,\ell j+x_{7}\,\ell k,}

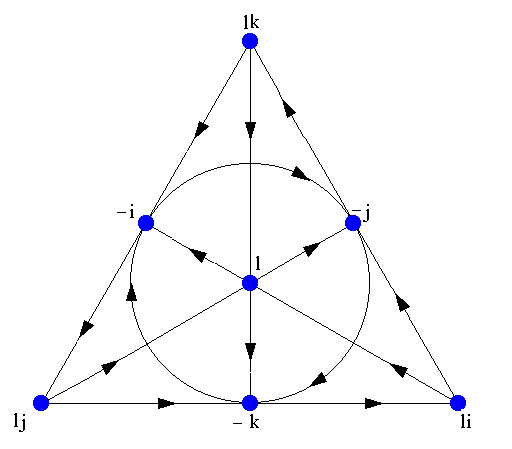
Plan mnémotechnique de Fano pour Octonions déployés, le cercle jouant le rôle de *(-1)

avec des coefficients réels xa. Par linéarité, la multiplication des octonions déployés est complètement déterminée par la table de multiplication suivante :
| {\displaystyle 1\,}      | {\displaystyle i\,}       | {\displaystyle j\,}       | {\displaystyle k\,}       | {\displaystyle \ell \,}   | {\displaystyle \ell i\,}  | {\displaystyle \ell j\,}  | {\displaystyle \ell k\,}  |
| {\displaystyle i\,}      | {\displaystyle -1\,}      | {\displaystyle k\,}       | {\displaystyle -j\,}      | {\displaystyle -\ell i\,} | {\displaystyle \ell \,}   | {\displaystyle -\ell k\,} | {\displaystyle \ell j\,}  |
| {\displaystyle j\,}      | {\displaystyle -k\,}      | {\displaystyle -1\,}      | {\displaystyle i\,}       | {\displaystyle -\ell j\,} | {\displaystyle \ell k\,}  | {\displaystyle \ell \,}   | {\displaystyle -\ell i\,} |
| {\displaystyle k\,}      | {\displaystyle j\,}       | {\displaystyle -i\,}      | {\displaystyle -1\,}      | {\displaystyle -\ell k\,} | {\displaystyle -\ell j\,} | {\displaystyle \ell i\,}  | {\displaystyle \ell \,}   |
| {\displaystyle \ell \,}  | {\displaystyle \ell i\,}  | {\displaystyle \ell j\,}  | {\displaystyle \ell k\,}  | {\displaystyle 1\,}       | {\displaystyle i\,}       | {\displaystyle j\,}       | {\displaystyle k\,}       |
| {\displaystyle \ell i\,} | {\displaystyle -\ell \,}  | {\displaystyle -\ell k\,} | {\displaystyle \ell j\,}  | {\displaystyle -i\,}      | {\displaystyle 1\,}       | {\displaystyle k\,}       | {\displaystyle -j\,}      |
| {\displaystyle \ell j\,} | {\displaystyle \ell k\,}  | {\displaystyle -\ell \,}  | {\displaystyle -\ell i\,} | {\displaystyle -j\,}      | {\displaystyle -k\,}      | {\displaystyle 1\,}       | {\displaystyle i\,}       |
| {\displaystyle \ell k\,} | {\displaystyle -\ell j\,} | {\displaystyle \ell i\,}  | {\displaystyle -\ell \,}  | {\displaystyle -k\,}      | {\displaystyle j\,}       | {\displaystyle -i\,}      | {\displaystyle 1\,}       |

### Le conjugué, la norme et l'inverse
Le conjugué d'un octonion déployé x est donné par
{\displaystyle {\bar {x}}=x_{0}-x_{1}\,i-x_{2}\,j-x_{3}\,k-x_{4}\,\ell -x_{5}\,\ell i-x_{6}\,\ell j-x_{7}\,\ell k}
comme pour les octonions. La forme quadratique (ou norme carrée) sur x est donnée par
{\displaystyle N(x)={\bar {x}}x=(x_{0}^{2}+x_{1}^{2}+x_{2}^{2}+x_{3}^{2})-(x_{4}^{2}+x_{5}^{2}+x_{6}^{2}+x_{7}^{2})}
Cette norme est la norme pseudo-euclidienne standard sur {\displaystyle \mathbb {R} ^{4,4}\,}. En raison de la signature de fente, la norme N est isotropique, ce qui signifie qu'il existe des éléments  x différents de zéro pour lesquels N(x) = 0. Un élément x possède un inverse (à deux faces) {\displaystyle x^{-1}\,} si et seulement si N(x) ≠ 0. Dans ce cas, l'inverse est donné par 
{\displaystyle x^{-1}={\frac {\bar {x}}{N(x)}}\,}.

## Propriétés
Les octonions déployés, comme les octonions, ne sont pas commutatifs ni associatifs. Comme les octonions, aussi, ils forment une algèbre de composition puisque la forme quadratique N est multiplicative. C’est-à-dire,
{\displaystyle N(xy)=N(x)N(y)\,}.
Les octonions déployés satisfont les identités de Moufang et ainsi forment une algèbre alternative. Par conséquent, par un théorème d'Artin, la sous-algèbre engendrée par deux éléments quelconques est associative. L'ensemble de tous les éléments inversibles (i.e. ces éléments pour lesquels N(x) ≠ 0) forment une boucle de Moufang.

### Les octonions hyperboliques
Les octonions déployés sont de manière calculatoire, équivalents aux octonions hyperboliques.

### Les octonions déployés en physiques
Les octonions déployés sont utilisés dans la description d'une loi physique, e.g. en théorie des cordes. L'équation de Dirac en physique (l'équation de mouvement d'une particule de spin libre 1/2, comme un électron ou un proton) peut être exprimée avec l'arithmétique des octonions déployés (voir les références ci-dessous).

## Algèbre matricielle-vectorielle de Zorn
Puisque les octonions déployés ne sont pas associatifs, ils ne peuvent pas être représentés par les matrices ordinaires (la multiplication matricielle est toujours associative). Max Zorn a trouvé une manière de les représenter sous la forme de "matrices" contenant à la fois des scalaires et des vecteurs en utilisant une version modifiée de la multiplication matricielle. Plus précisément, définissons qu'une matrice-vecteur est une matrice 2 x 2 de la forme
{\displaystyle {\begin{bmatrix}a&\mathbf {v} \\\mathbf {w} &b\end{bmatrix}}}
où a et b sont des nombres réels et v et w des vecteurs dans {\displaystyle \mathbb {R} ^{3}\,}. Définissons la multiplication de ces matrices par la règle suivante
{\displaystyle {\begin{bmatrix}a&\mathbf {v} \\\mathbf {w} &b\end{bmatrix}}{\begin{bmatrix}a'&\mathbf {v} '\\\mathbf {w} '&b'\end{bmatrix}}={\begin{bmatrix}aa'+\mathbf {v} \cdot \mathbf {w} '&a\mathbf {v} '+b'\mathbf {v} +\mathbf {w} \times \mathbf {w} '\\a'\mathbf {w} +b\mathbf {w} '-\mathbf {v} \times \mathbf {v} '&bb'+\mathbf {v} '\cdot \mathbf {w} \end{bmatrix}}}
où . est le produit scalaire et x le produit vectoriel ordinaire de 3 vecteurs. Avec l'addition et la multiplication scalaire définie comme d'habitude dans l'ensemble de toutes les matrices de cette sorte forme une algèbre à huit dimensions non associative unitaire sur les réels, appelée algèbre matricielle-vectorielle de Zorn.
Définissons le "déterminant" d'un matrice vecteur par la règle
{\displaystyle \det {\begin{bmatrix}a&\mathbf {v} \\\mathbf {w} &b\end{bmatrix}}=ab-\mathbf {v} \cdot \mathbf {w} }.
Ce déterminant est une forme quadratique de l'algèbre de Zorn qui satisfait la loi de composition :
{\displaystyle \det(AB)=\det(A)\det(B)\,}.
L'algèbre matricielle-vectorielle de Zorn est, en fait, isomorphe à l'algèbre des octonions déployés. Écrivons un octonion x sous la forme
{\displaystyle x=(a+\mathbf {a} )+\ell (b+\mathbf {b} )\,}
où a et b sont des nombres réels, a et b sont des quaternions purs qui sont vus comme des vecteurs dans {\displaystyle \mathbb {R} ^{3}\,}. L'isomorphisme des octonions déployés vers l'algèbre de Zorn est donné par
{\displaystyle x\mapsto \phi (x)={\begin{bmatrix}a+b&\mathbf {a} +\mathbf {b} \\-\mathbf {a} +\mathbf {b} &a-b\end{bmatrix}}\,}.
Cet isomorphisme préserve la norme puisque {\displaystyle N(x)=\det(\phi (x))\,}.